# Campionati italiani assoluti di atletica leggera indoor 2022
I cinquantatreesimi campionati italiani assoluti di atletica leggera indoor si sono svolti al Palaindoor di Ancona, sede della manifestazione per la quindicesima volta, il 26 e 27 febbraio 2022 e hanno visto l'assegnazione di 26 titoli (13 maschili e 13 femminili), a cui si sono aggiunti i titoli dei campioni italiani di prove multiple, uno maschile e uno femminile.
Durante questi campionati la squadra della Bracco Atletica composta da Maya Bruney, Alessandra Bonora, Alessandra Iezzi e Giancarla Trevisan ha battuto il record italiano per società della staffetta 4×2 giri con il tempo di 3'39"14, mentre Sveva Gerevini, del Centro Sportivo Carabinieri, ha migliorato quello del pentathlon, portandolo a 4451 punti. Zaynab Dosso ha invece superato il record italiano dei 60 metri piani, abbassando il tempo a 7"16.

## Risultati

### Uomini
| Specialità                                                                              | Oro                                                                                        | Prestazione       | Argento                                                                                       | Prestazione  | Bronzo                                                                                     | Prestazione  |
| Corse                                                                                   |                                                                                            |                   |                                                                                               |              |                                                                                            |              |
| 60 m piani                                                                              | Marcell Jacobs Gruppo Sportivo Fiamme Oro                                                  | 6"55              | Giovanni Galbieri Centro Sportivo Aeronautica Militare                                        | 6"62         | Antonio Moro Associazione Sportiva Delogu Nuoro                                            | 6"70         |
| 400 m piani                                                                             | Brayan Lopez Gruppo Sportivo Fiamme Azzurre                                                | 46"87             | Mario Lambrughi Atletica Riccardi Milano 1946                                                 | 46"87        | Vladimir Aceti Gruppi Sportivi Fiamme Gialle                                               | 47"17        |
| 800 m piani                                                                             | Catalin Tecuceanu Silca Ultralite Vittorio Veneto                                          | 1'48"08           | Francesco Conti Atletica Imola Sacmi AVIS                                                     | 1'48"79      | Simone Barontini Gruppo Sportivo Fiamme Azzurre                                            | 1'48"97      |
| 1500 m piani                                                                            | Nesim Amsellek Club Sportivo San Rocchino                                                  | 3'39"87           | Federico Riva Gruppi Sportivi Fiamme Gialle                                                   | 3'40"30      | Mohad Abdikadar Sheik Ali Centro Sportivo Aeronautica Militare                             | 3'40"42      |
| 3000 m piani                                                                            | Federico Riva Gruppi Sportivi Fiamme Gialle                                                | 8'27"80           | Yassin Bouih Gruppi Sportivi Fiamme Gialle                                                    | 8'27"97      | Mattia Padovani Atletica Lecco Colombo Costruzioni                                         | 8'28"08      |
| 60 m hs                                                                                 | Paolo Dal Molin Gruppo Sportivo Fiamme Oro                                                 | 7"62              | Hassane Fofana Gruppo Sportivo Fiamme Oro                                                     | 7"66         | Giuseppe Filpi Atletica Agropoli                                                           | 7"95         |
| Marcia 5000 m                                                                           | Teodorico Caporaso SEF Virtus Emilsider Bologna                                            | 19'56"15 ~ pz 30" | Leonardo Dei Tos Athletic Club 96 Alperia                                                     | 20'09"56 ~ > | Gabriele Gamba Atletica Riccardi Milano 1946                                               | 21'19"96 ~ > |
| Staffetta 4×2 giri                                                                      | Atletica Biotekna Pietro Pivotto Jean Marie Robbin Alessandro Franceschini Emanuele Grossi | 3'13"95           | CUS Pro Patria Milano Francesco Domenico Rossi Andrea Blesio Andrea Panassidi Mattia Casarico | 3'14"20      | Atletica Riccardi Milano 1946 Stefano Grendene Amedeo Perazzo Andrea Lardini Andrea Romani | 3'18"74      |
| Concorsi                                                                                |                                                                                            |                   |                                                                                               |              |                                                                                            |              |
| Salto in alto                                                                           | Christian Falocchi Gruppo Sportivo Fiamme Oro                                              | 2,21 m            | Nicholas Nava Atletica Bergamo 1959 Oriocenter                                                | 2,12 m       | Eugenio Meloni Centro Sportivo Carabinieri                                                 | 2,12 m       |
| Salto con l'asta                                                                        | Matteo Oliveri Atletica Virtus Lucca                                                       | 5,37 m            | Matteo Miani Assindustria Sport                                                               | 5,32 m       | Eugeniu Ceban Atletica Libertas Orvieto                                                    | 5,17 m       |
| Salto in lungo                                                                          | Filippo Randazzo Gruppi Sportivi Fiamme Gialle                                             | 8,00 m            | Gabriele Chilà Gruppi Sportivi Fiamme Gialle                                                  | 7,77 m       | Simone Forte Gruppi Sportivi Fiamme Gialle                                                 | 7,72 m       |
| Salto triplo                                                                            | Simone Biasutti Gruppi Sportivi Fiamme Gialle                                              | 16,23 m           | Daniele Greco Gruppo Sportivo Fiamme Oro                                                      | 15,86 m      | Stefano Magnini Varese Atletica                                                            | 15,56 m      |
| Getto del peso                                                                          | Nick Ponzio Athletic Club 96 Alperia                                                       | 21,34 m           | Zane Weir Gruppi Sportivi Fiamme Gialle                                                       | 20,87 m      | Leonardo Fabbri Centro Sportivo Aeronautica Militare                                       | 20,40 m      |
| record dei campionati; record nazionale; record personale; record personale stagionale. |                                                                                            |                   |                                                                                               |              |                                                                                            |              |

### Donne
| Specialità                                                                              | Oro                                                                               | Prestazione | Argento                                                                                | Prestazione | Bronzo                                                                       | Prestazione |
| Corse                                                                                   |                                                                                   |             |                                                                                        |             |                                                                              |             |
| 60 m piani                                                                              | Zaynab Dosso Gruppo Sportivo Fiamme Azzurre                                       | 7"16        | Aurora Berton Libertas Friul Palmanova                                                 | 7"28        | Vittoria Fontana Centro Sportivo Carabinieri                                 | 7"29        |
| 400 m piani                                                                             | Eleonora Marchiando Centro Sportivo Carabinieri                                   | 53"52       | Ayomide Folorunso Gruppo Sportivo Fiamme Oro                                           | 53"64       | Maya Bruney Bracco Atletica                                                  | 53"80       |
| 800 m piani                                                                             | Gaia Sabbatini Gruppo Sportivo Fiamme Azzurre                                     | 2'01"07     | Elena Bellò Gruppo Sportivo Fiamme Azzurre                                             | 2'01"45     | Eleonora Vandi Atletica AVIS Macerata                                        | 2'07"52     |
| 1500 m piani                                                                            | Giulia Aprile Centro Sportivo Esercito                                            | 4'18"51     | Ludovica Cavalli Centro Sportivo Aeronautica Militare                                  | 4'18"53     | Federica Del Buono Centro Sportivo Carabinieri                               | 4'19"62     |
| 3000 m piani                                                                            | Ludovica Cavalli Centro Sportivo Aeronautica Militare                             | 9'09"52     | Micol Majori Pro Sesto Atletica                                                        | 9'13"01     | Sveva Fascetti Gruppi Sportivi Fiamme Gialle                                 | 9'25"96     |
| 60 m hs                                                                                 | Elisa Di Lazzaro Centro Sportivo Carabinieri                                      | 8"18        | Luminosa Bogliolo Gruppo Sportivo Fiamme Oro                                           | 8"18        | Elena Carraro Atletica Brescia 1950 Metall. S. Marco                         | 8"25        |
| Marcia 3000 m                                                                           | Simona Bertini ASD Francesco Francia                                              | 12'55"13    | Lidia Barcella Bracco Atletica                                                         | 13'36"78 ~  | Anna Ferrari Atletica Riviera del Brenta                                     | 13'44"79    |
| Staffetta 4×2 giri                                                                      | Bracco Atletica Maya Bruney Alessandra Bonora Alessandra Iezzi Giancarla Trevisan | 3'39"14     | CUS Pro Paria Milano Ilaria Burattin Serena Troiani Virginia Troiani Alexandra Troiani | 3'39"34     | Atletica Vicentina Zoe Tessarolo Mariasole Muraro Laura Marotti Alice Muraro | 3'47"86     |
| Concorsi                                                                                |                                                                                   |             |                                                                                        |             |                                                                              |             |
| Salto in alto                                                                           | Elena Vallortigara Centro Sportivo Carabinieri                                    | 1,92 m      | Erika Furlani Gruppo Sportivo Fiamme Oro                                               | 1,86 m      | Idea Pieroni Centro Sportivo Carabinieri                                     | 1,82 m      |
| Salto con l'asta                                                                        | Elisa Molinarolo Gruppo Sportivo Fiamme Oro                                       | 4,46 m      | Roberta Bruni Centro Sportivo Carabinieri                                              | 4,31 m      | Maria Roberta Gherca Nissolino Sport                                         | 4,21 m      |
| Salto in lungo                                                                          | Marta Amani CUS Pro Patria Milano                                                 | 6,32 m      | Elisa Naldi Centro Sportivo Carabinieri                                                | 6,22 m      | Arianna Battistella Centro Sportivo Carabinieri                              | 6,10 m      |
| Salto triplo                                                                            | Dariya Derkach Centro Sportivo Aeronautica Militare                               | 14,26 m     | Ottavia Cestonaro Centro Sportivo Carabinieri                                          | 13,70 m     | Veronica Zanon Gruppo Sportivo Fiamme Oro                                    | 13,40 m     |
| Getto del peso                                                                          | Martina Carnevale Atletica Studentesca Rieti Andrea Milardi                       | 16,12 m     | Anna Musci Alteratletica Locorotondo                                                   | 15,58 m     | Chiara Rosa Gruppo Sportivo Fiamme Azzurre                                   | 15,56 m     |
| record dei campionati; record nazionale; record personale; record personale stagionale. |                                                                                   |             |                                                                                        |             |                                                                              |             |

### Campionati italiani di prove multiple indoor
| Specialità                                                                              | Oro                                        | Prestazione | Argento                                             | Prestazione | Bronzo                                         | Prestazione |
| Eptathlon (uomini)                                                                      | Dario Dester Centro Sportivo Carabinieri   | 6038 p.     | Lorenzo Naidon Unione Sportiva Quercia Trentingrana | 5777 p.     | Jacopo Zanatta Silca Ultralite Vittorio Veneto | 5389 p.     |
| Pentathlon (donne)                                                                      | Sveva Gerevini Centro Sportivo Carabinieri | 4451 p.     | Marta Giovannini Atletica Livorno 1950              | 3887 p.     | Sofia Barbè Cornalba CUS Pro Patria Milano     | 3796 p.     |
| record dei campionati; record nazionale; record personale; record personale stagionale. |                                            |             |                                                     |             |                                                |             |